# Templo de Diana (Nîmes)

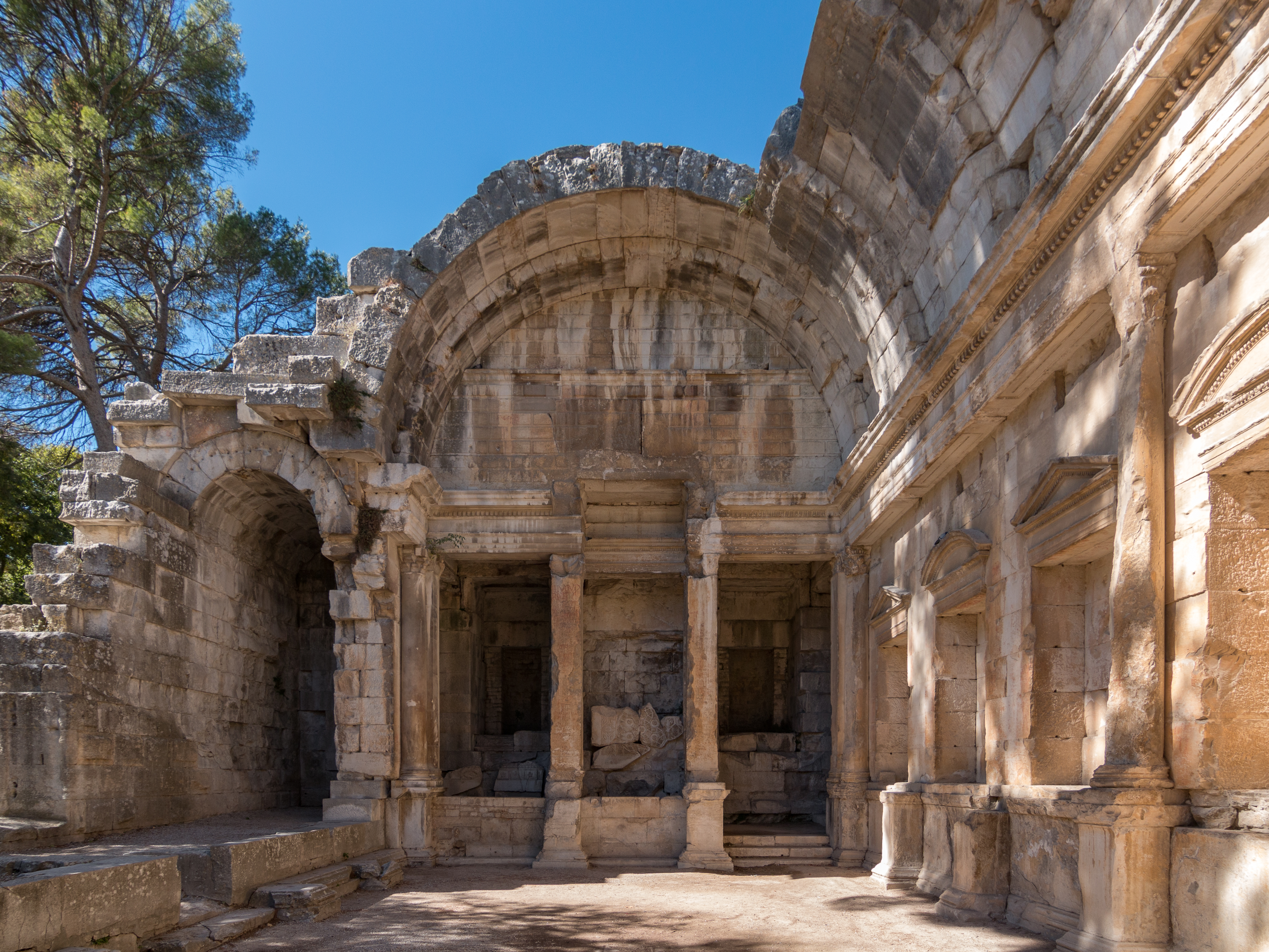
Interior

El llamado Templo de Diana es un antiguo edificio romano del siglo I en Nîmes, construido durante el reinado como emperador de Octavio Augusto. Se encuentra cerca del manantial de "La Fontaine", alrededor del cual se encontraba un Augusteum, un santuario dedicado al culto del emperador y su familia, centrado en un ninfeo. 

## Uso e historia

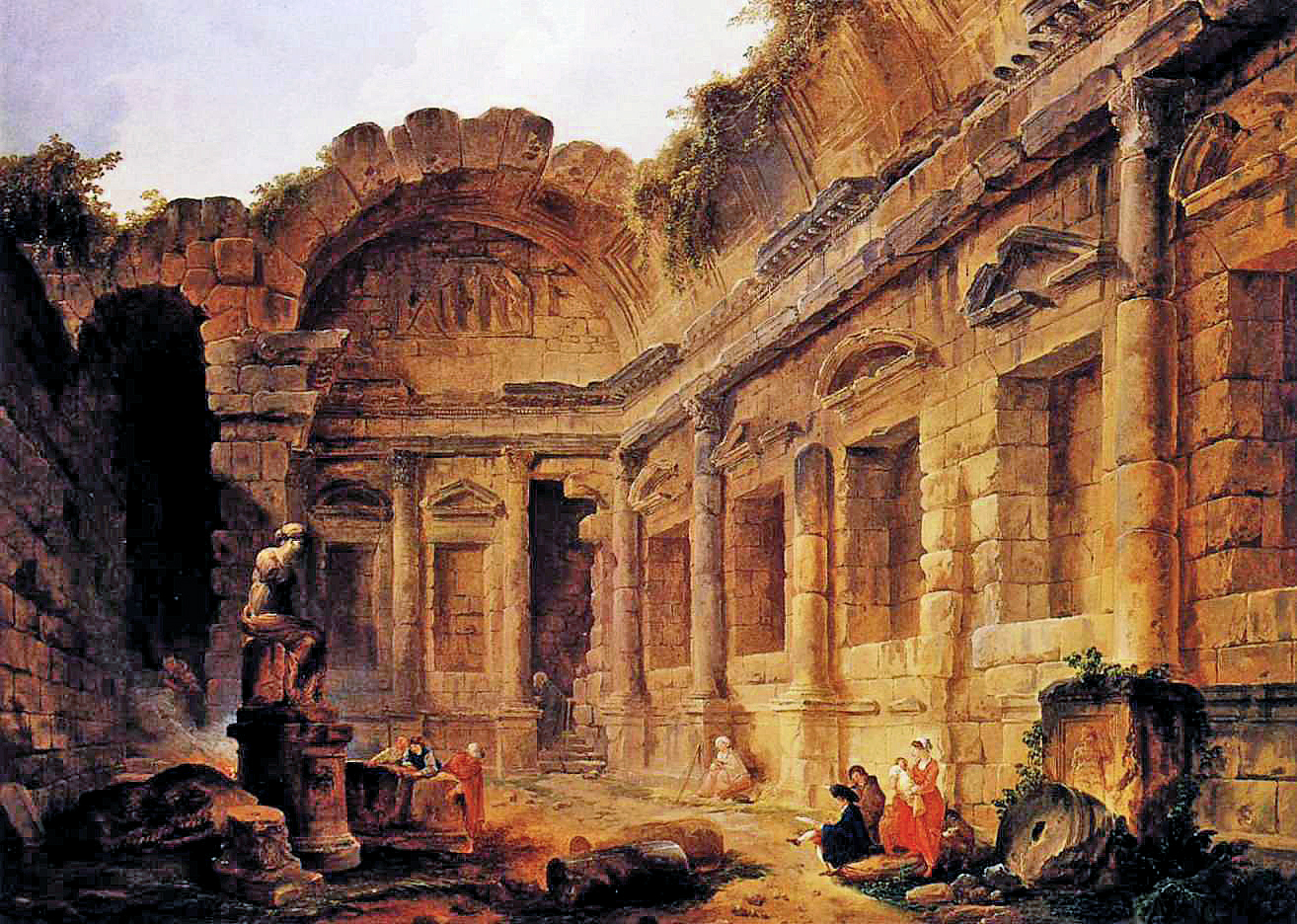
retrato que muestra el Interior del templo de Diana.

Su planta, similar a una basílica, argumenta en contra de que sea un templo y no hay evidencia arqueológica o literaria de su dedicación a Diana. En cambio, el edificio pudo haber sido una biblioteca. Su fachada fue reconstruida durante el siglo II y en la época medieval albergó un monasterio, asegurando su supervivencia. En una de sus paredes se encuentra un bajorrelieve de un particular diseño de "La Flor de la Vida".
Fue excavado en 1745 durante las obras de creación del jardín de La Fontaine. Fue pintado por Hubert Robert y otros pintores del siglo XVIII y se convirtió en monumento histórico en 1840. Ahora es accesible desde los jardins de la Fontaine.

## Estructura

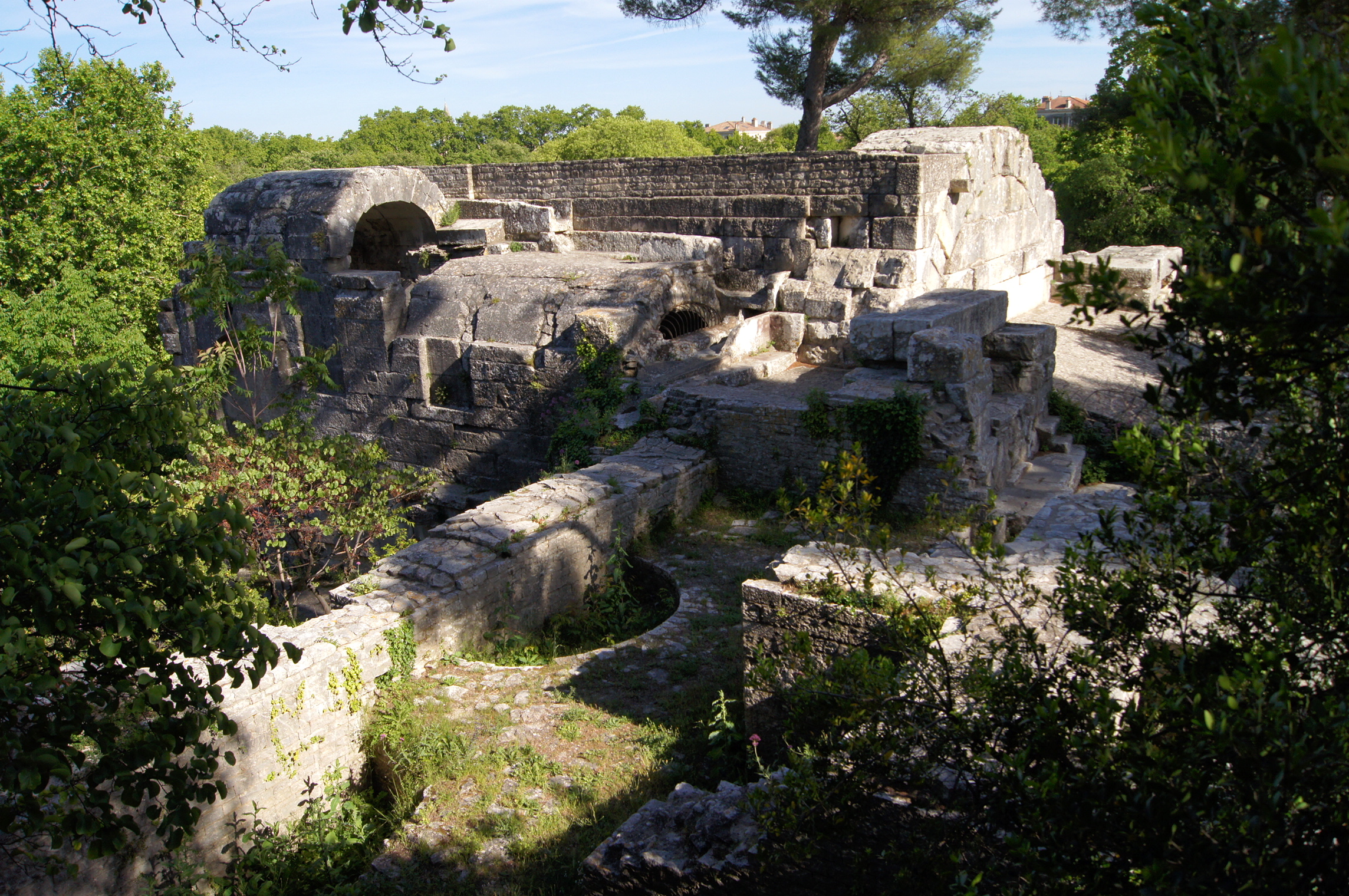
Edificio desde arriba mostrando las bóvedas

La construcción de su techo es inusual ya que consta de varias salas elaboradas con bóvedas de cañón gruesas que utilizan sillares cuidadosamente cortados que sostienen un piso superior.
El edificio originalmente estaba flanqueado por anexos. La fachada principal está atravesada por tres grandes arcos.
Los restos consisten principalmente en una sala abovedada de 14.5 x 9.5 m, flanqueada por dos escaleras a los edificios adosados que faltan. La pared lateral norte tiene una serie de cinco nichos rectangulares coronados por frontones alternos triangulares y semicirculares. Entre cada nicho había una columna de orden compuesto. Otras tres habitaciones tienen techos decorados con casetones tallados.[cita requerida]
Durante las excavaciones de 1745 se descubrió el antiguo piso opus sectile de preciosas formas de mármol de varios colores respaldados por argamasa.

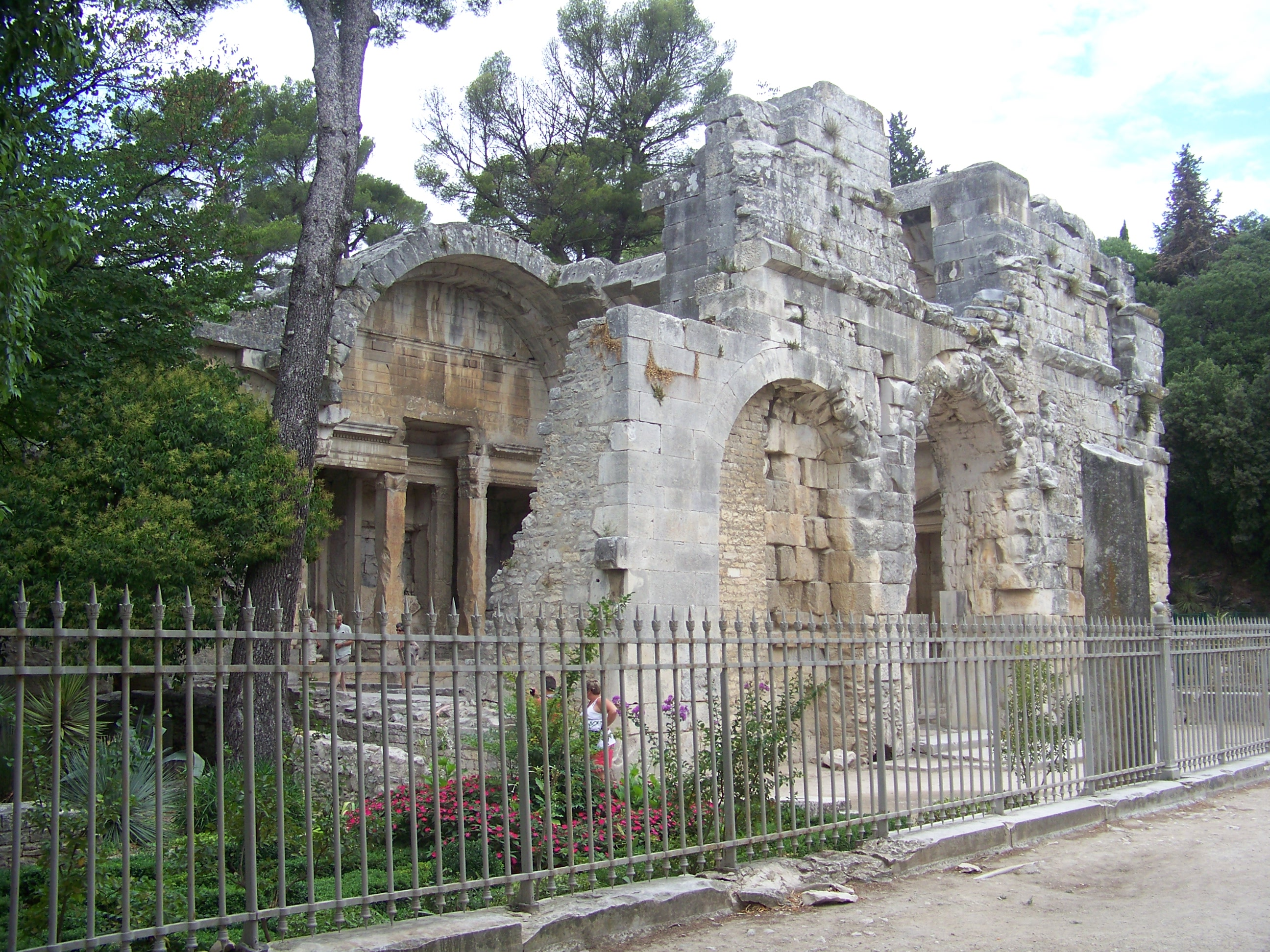
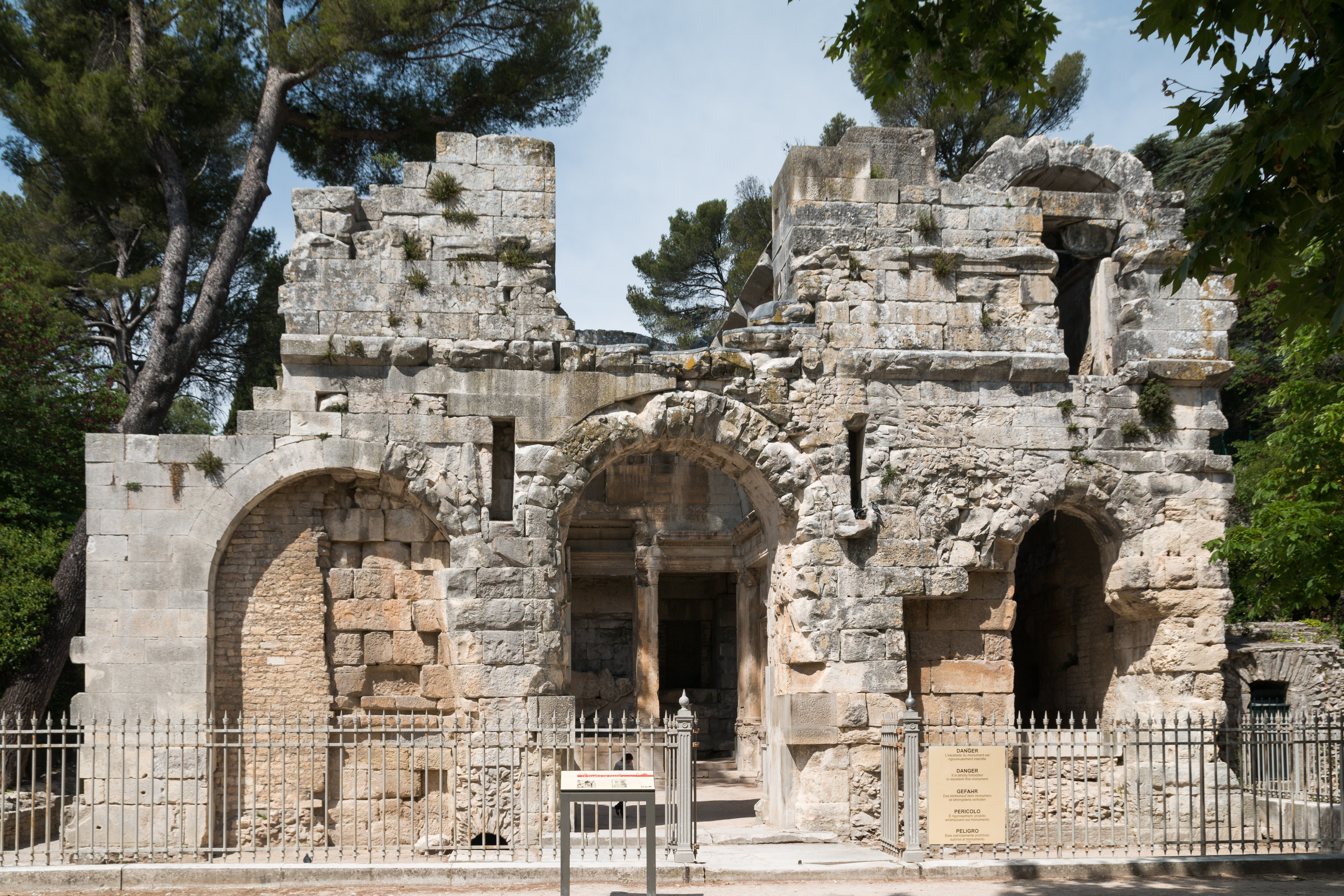
Bahías arqueadas de la fachada principal
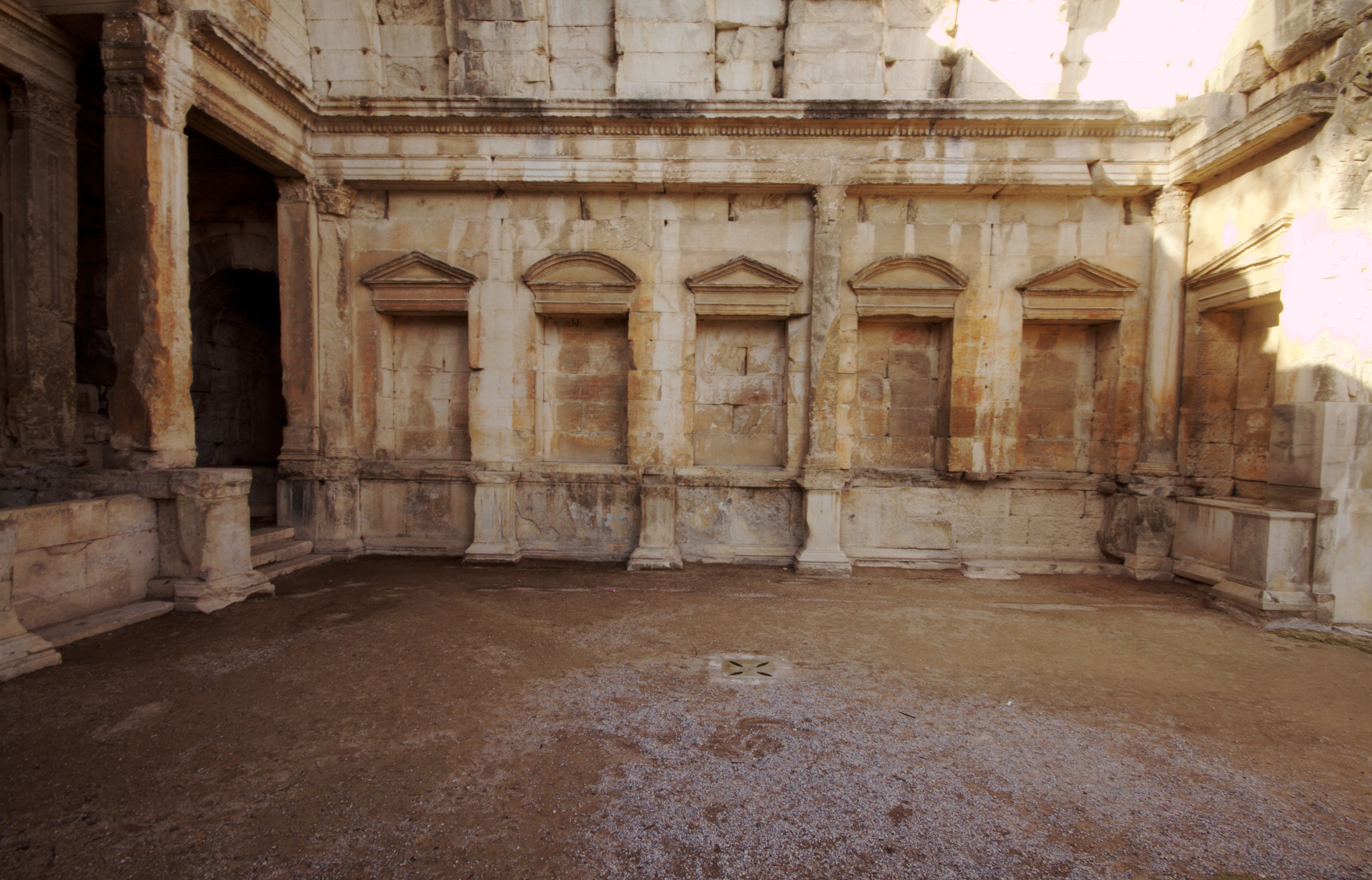
Muro norte con nichos rectangulares
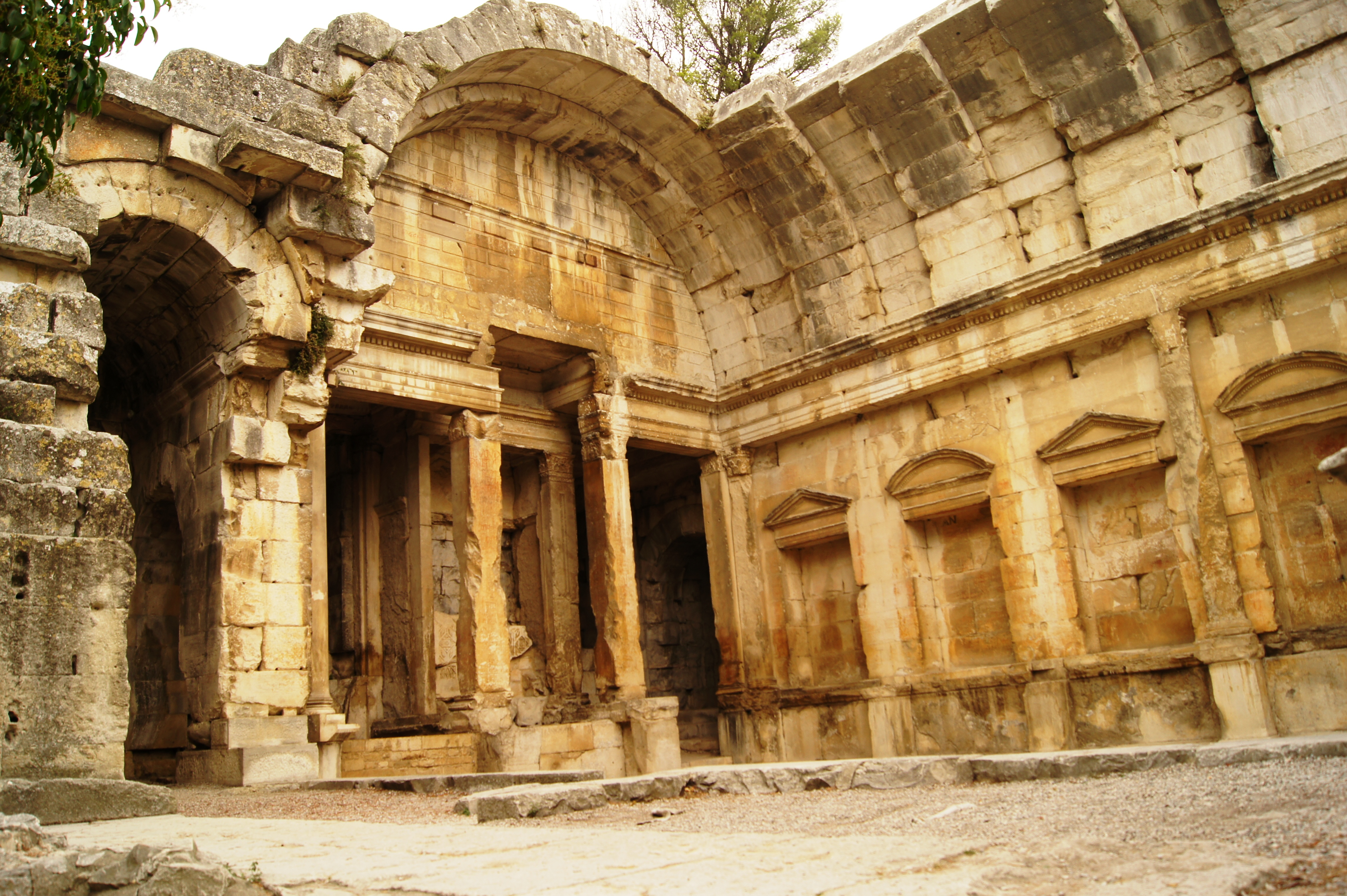
Bóveda
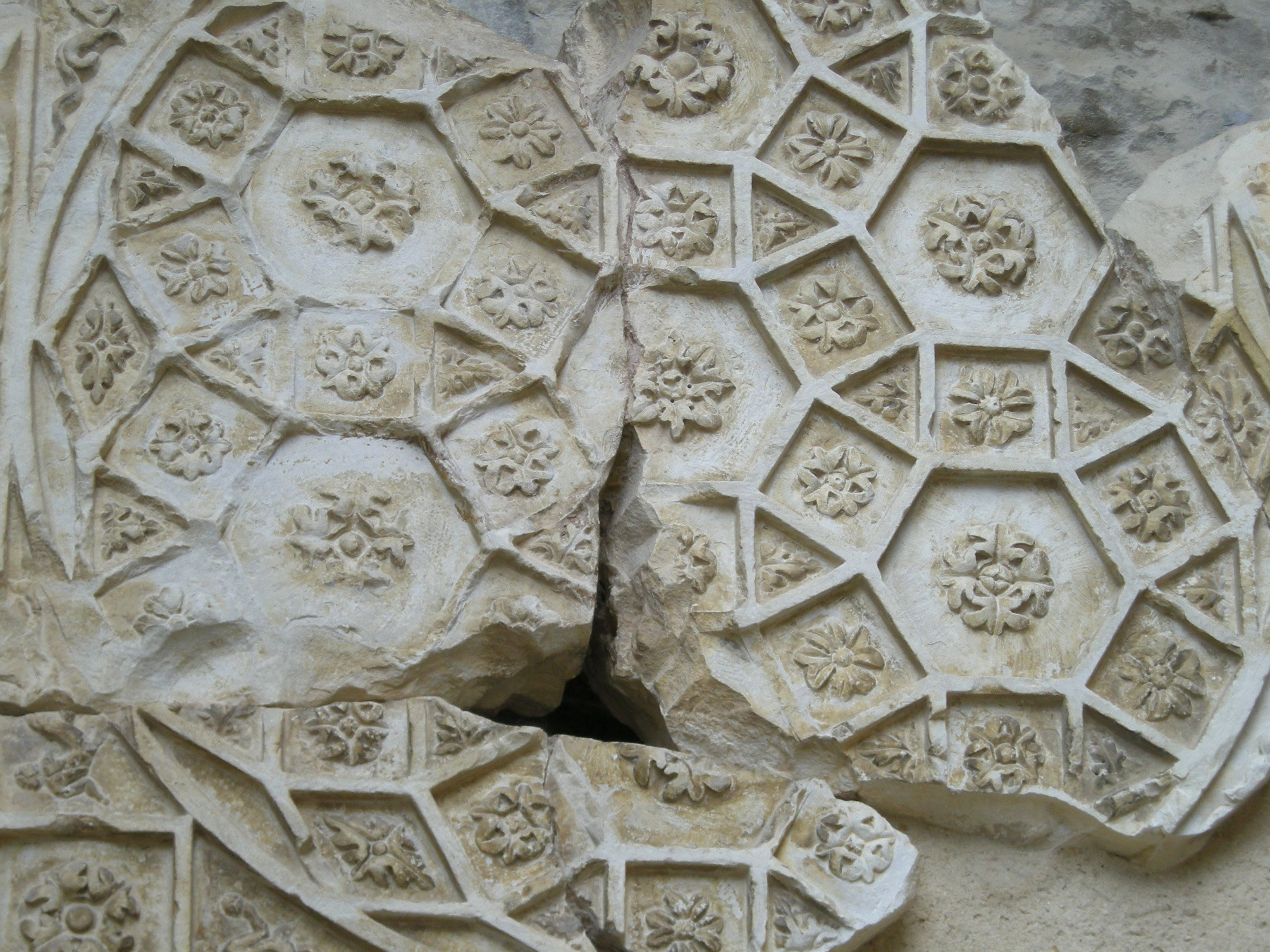
Flor de la vida: Bajorrelieve que se encuentra en la pared que esta entre los dos portales interiores.
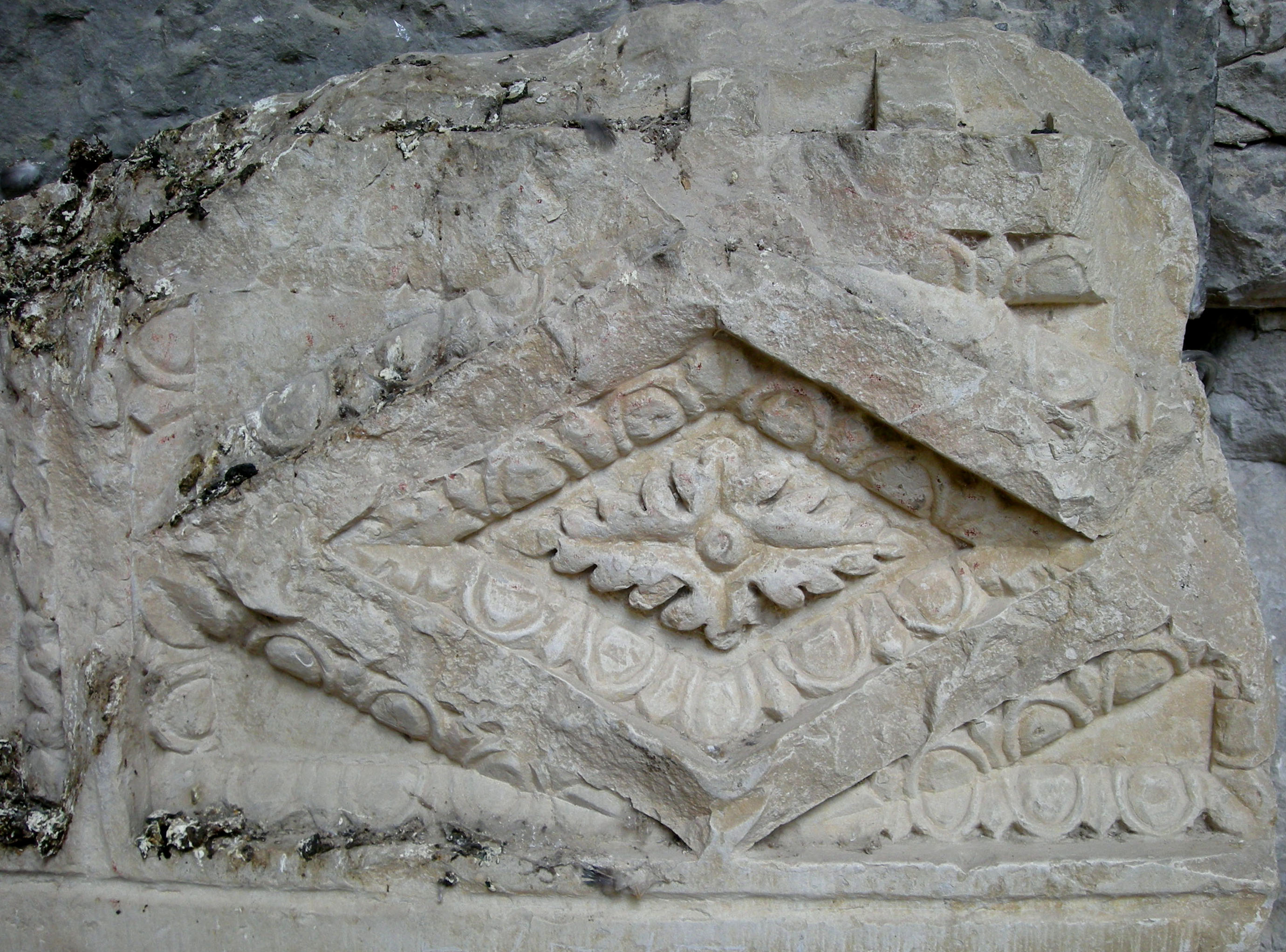
Techo artesonado, con elemento decorativo en relieve.
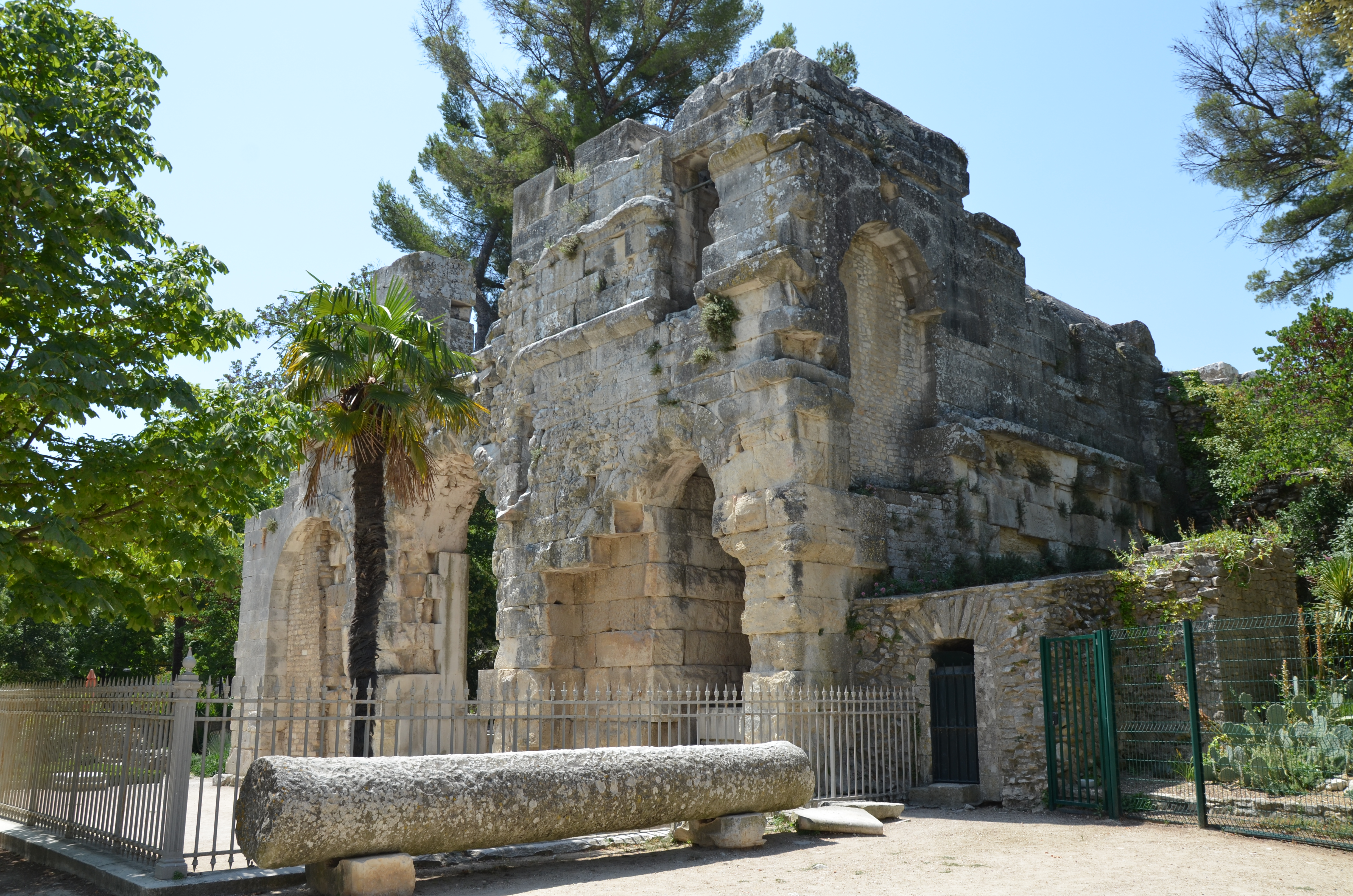